# Thymus granatensis
Thymus granatensis ist eine Pflanzenart aus der Gattung der Thymiane (Thymus) in der Familie der Lippenblütler.

## Beschreibung
Thymus granatensis ist ein kleiner Strauch, der lange, niederliegend wachsende, verholzende Stängel bildet, von denen etwa 10 cm lange, blütentragende und behaarte bis filzig behaarte Stängel ausgehen. Die Laubblätter sind 7 bis 10 mm lang und 1,5 bis 2,5 mm breit. Sie sind lederig, langgestreckt-spatelförmig, stumpf, unbehaart und in der unteren Hälfte bewimpert.
Die Blütenstände sind Kapitula. Die Tragblätter sind 8 bis 11 mm lang, eiförmig, lang bewimpert und meist purpurn gefärbt. Der Kelch ist 5 bis 7 mm lang, die Kelchröhre ist nahezu zylindrisch, kürzer als die Lippen und zumindest an der Unterseite borstig behaart. Die oberen Zähne sind etwa 1 bis 2 cm lang, schmal lanzettlich und bewimpert. Die Krone ist 8 bis 12 mm lang und pink gefärbt.
Die Chromosomenzahl beträgt 2n = 28.

## Vorkommen und Standorte
Die Art kommt in den Bergen im Süden Spaniens vor.

## Systematik
Man kann zwei Unterarten unterscheiden:  
- Thymus granatensis subsp. granatensis: Sie kommt im südlichen Spanien vor.[2]
- Thymus granatensis subsp. micranthus (Willk.) O.Bolòs & Vigo: Sie kommt im südlichen und im südöstlichen Spanien vor.[2]